# Pa Liha
Pa Liha (6 de julio de 1996) es una deportista china que compite en lucha libre.
Ganó una medalla de bronce en el Campeonato Mundial de Lucha de 2019 y dos medallas de oro en el Campeonato Asiático de Lucha, en los años 2017 y 2019.

## Palmarés internacional
| Campeonato Mundial  | Campeonato Mundial     | Campeonato Mundial | Campeonato Mundial |
| Año                 | Lugar                  | Medalla            | Categoría          |
| ------------------- | ---------------------- | ------------------ | ------------------ |
| 2019                | Nursultán (Kazajistán) | Medalla de bronce  | 72 kg              |
| Campeonato Asiático |                        |                    |                    |
| Año                 | Lugar                  | Medalla            | Categoría          |
| 2017                | Nueva Delhi (India)    | Medalla de oro     | 75 kg              |
| 2019                | Xian (China)           | Medalla de oro     | 76 kg              |